# Idioscopus expandus
Idioscopus expandus är en insektsart som beskrevs av Freytag och Knight 1966. Idioscopus expandus ingår i släktet Idioscopus och familjen dvärgstritar. Inga underarter finns listade i Catalogue of Life.